# 芦城公園
芦城公園（ろじょうこうえん）は、石川県小松市丸の内公園町に位置する公園である。敷地面積は41,345m2。

## 特色
芦城は小松城の通称である。園内には小松城三の丸跡の石碑や前田利常像が置かれている。小松城の本丸の石垣は近隣の石川県立小松高等学校グランド横に存在する。公園内および公園周辺には様々な文化施設（博物館、図書館など）がある。
園内にはあやめ池とさくら池の2つの池があり、これらの池の背後に築山が配された池泉回遊式庭園となっている。園内にはソメイヨシノが植樹されており、桜の名所として知られていることから、春の花見の時期には多くの花見客で賑わう。花見の季節には多くの屋台などが出店し、小松市内外から多くの観光客が訪れる。

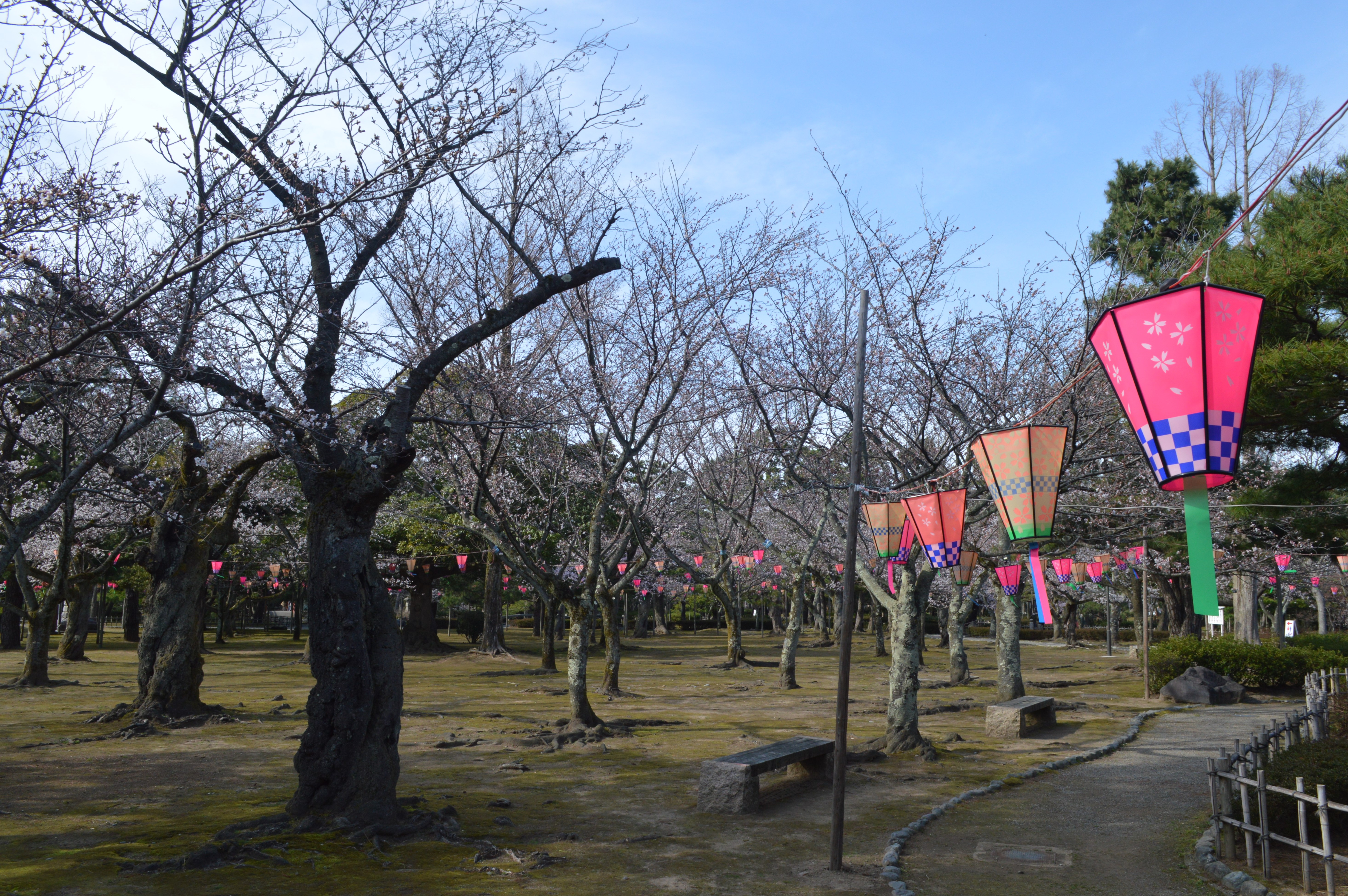
花見の時期の公園
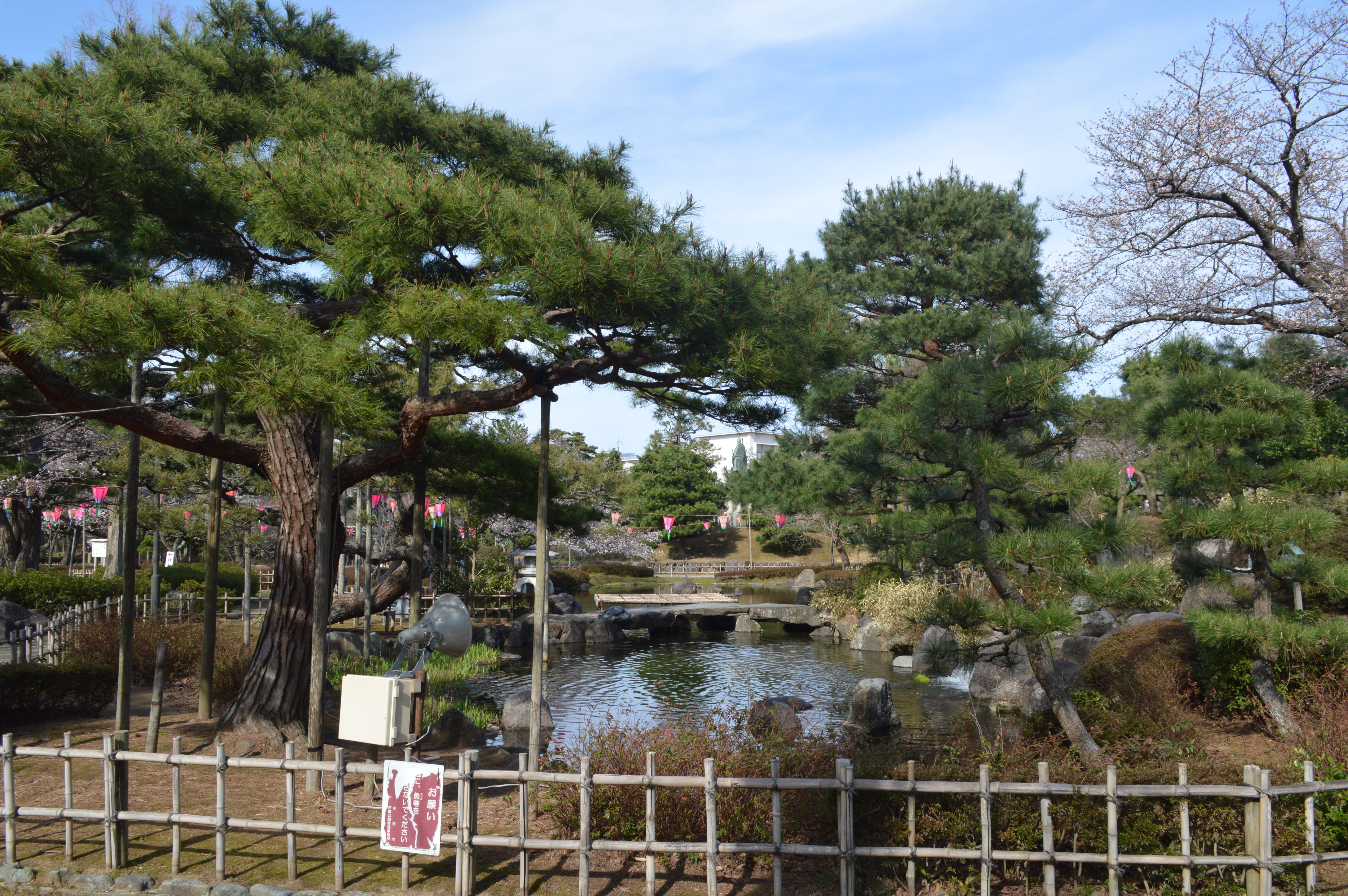
さくら池
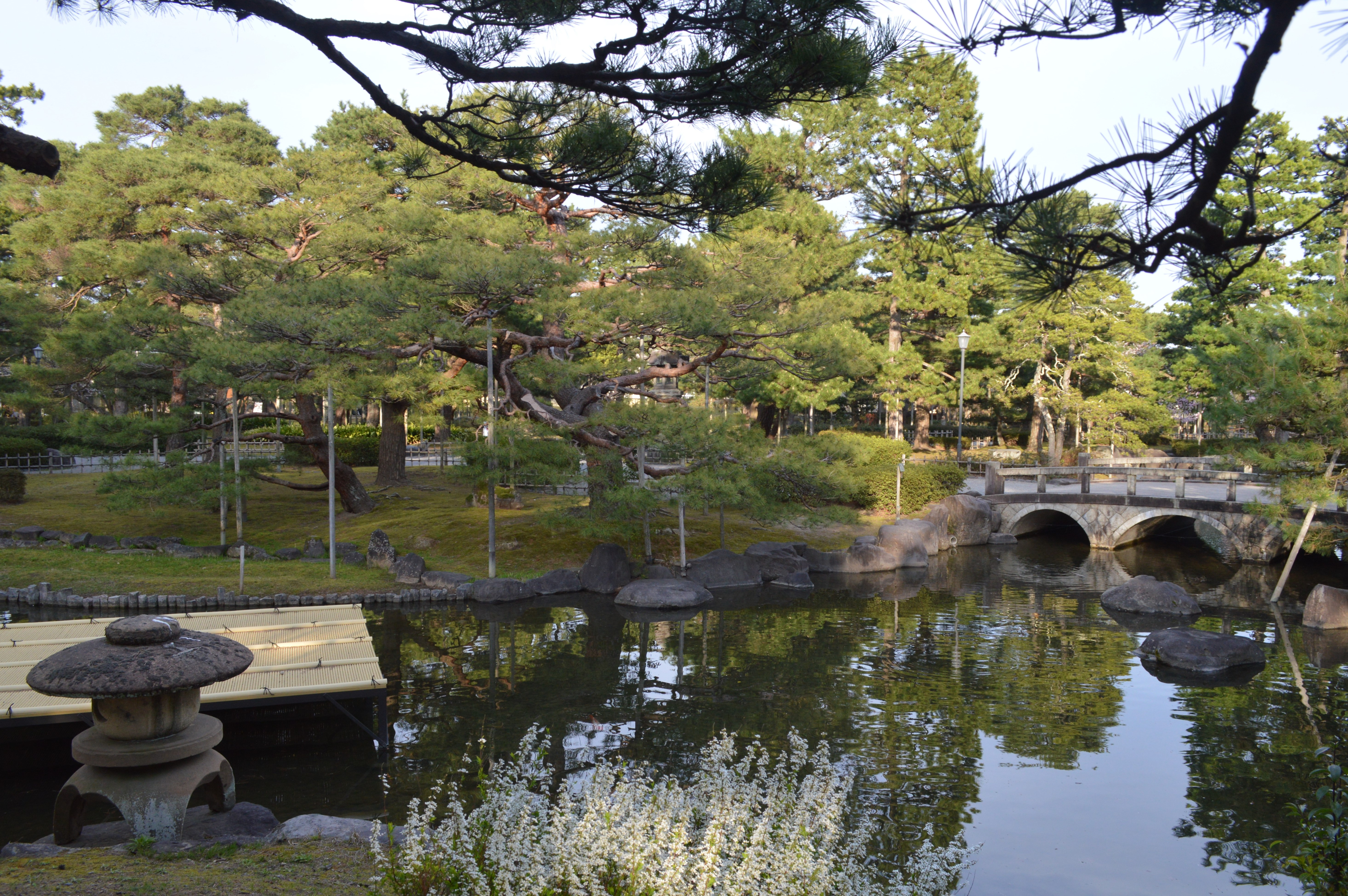
あやめ池

## 歴史

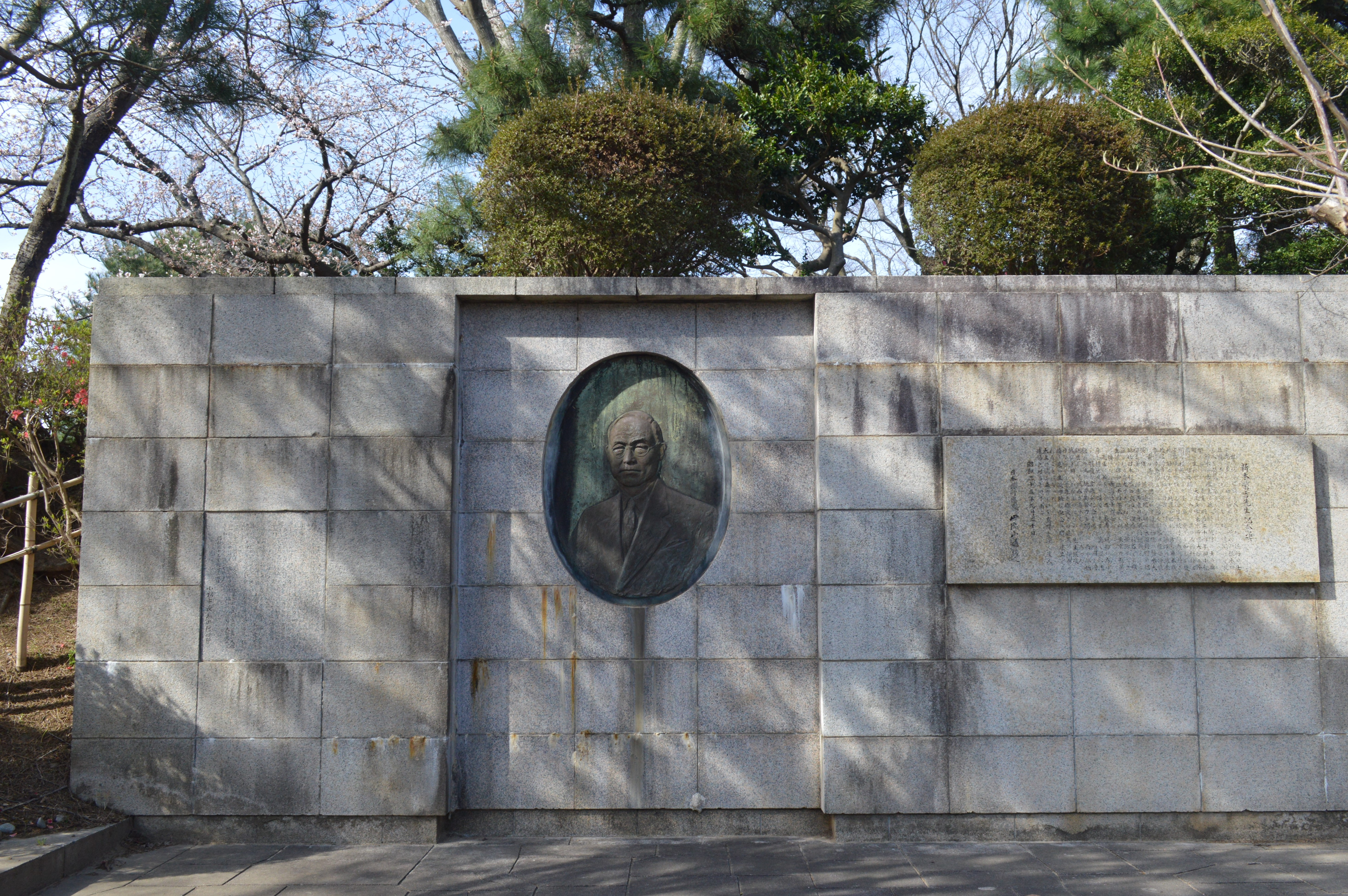
新木栄吉の顕彰碑

加賀藩三代目藩主前田利常が隠居としていた小松城の三の丸跡地にある。万治元年（1658年）に前田利常が死去すると、加賀藩の支城として城番が置かれた。明治維新の際に小松城が廃城となると、1872年（明治5年）には徒刑場（現在の刑務所に当たる）が設けられた。1902年（明治35年）には徒刑場が金沢市に移転したことから、日露戦争さなかの1905年（明治38年）3月には小松町が公園の造成を決議した。1906年（明治39年）には無償で三の丸の払い下げを受けて造成に着手し、同年中には芦城公園と命名された。
1909年（明治42年）には能美郡公会堂が建設されたが、わずか2年後の1911年（明治44年）には焼失している。1913年（大正2年）には後継施設として洋風の郡会議事堂が建設された。1923年（大正12年）に郡制が廃止されると能美郡自治館となった。1916年（大正5年）には小松の呉服関係者によって前田利常の銅像が建立され、1935年（昭和10年）には第1回商工祭の式典が前田利常像の前で開催された。昭和になると、博物館・図書館・美術館など各種の文化施設が建設された。
1941年（昭和16年）4月3日には小松町が市制施行して小松市が発足し、芦城公園のラジオ塔前の祭壇では石川県知事や小松町長などが表彰を受けた。太平洋戦争中には前田利常像が金属類回収令で供出された。1960年（昭和35年）には日本銀行総裁を務めた新木栄吉の顕彰碑が建立された。1966年（昭和41年）には前田利常の銅像が再建された。

## 施設
公園内

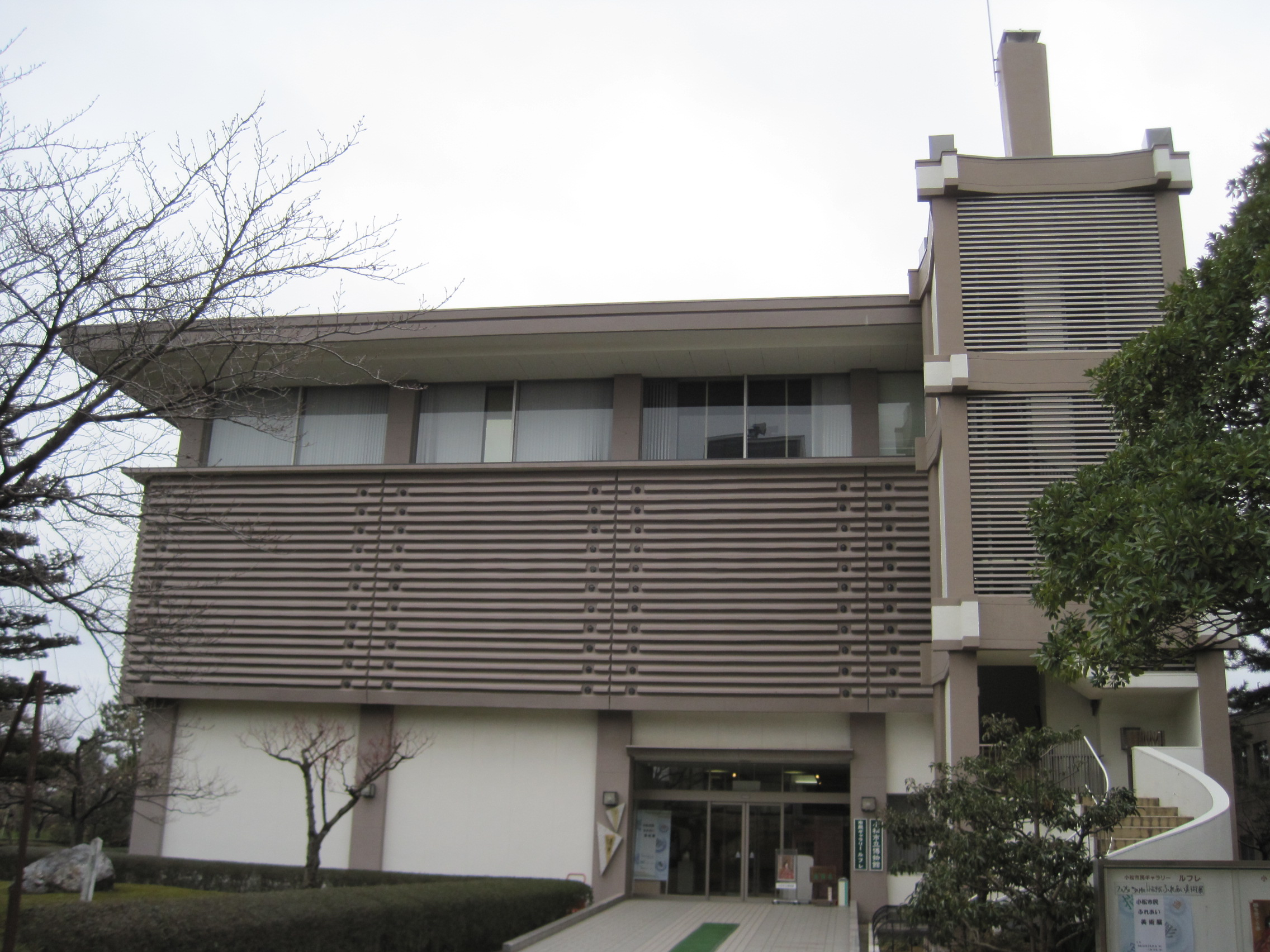
小松市立博物館
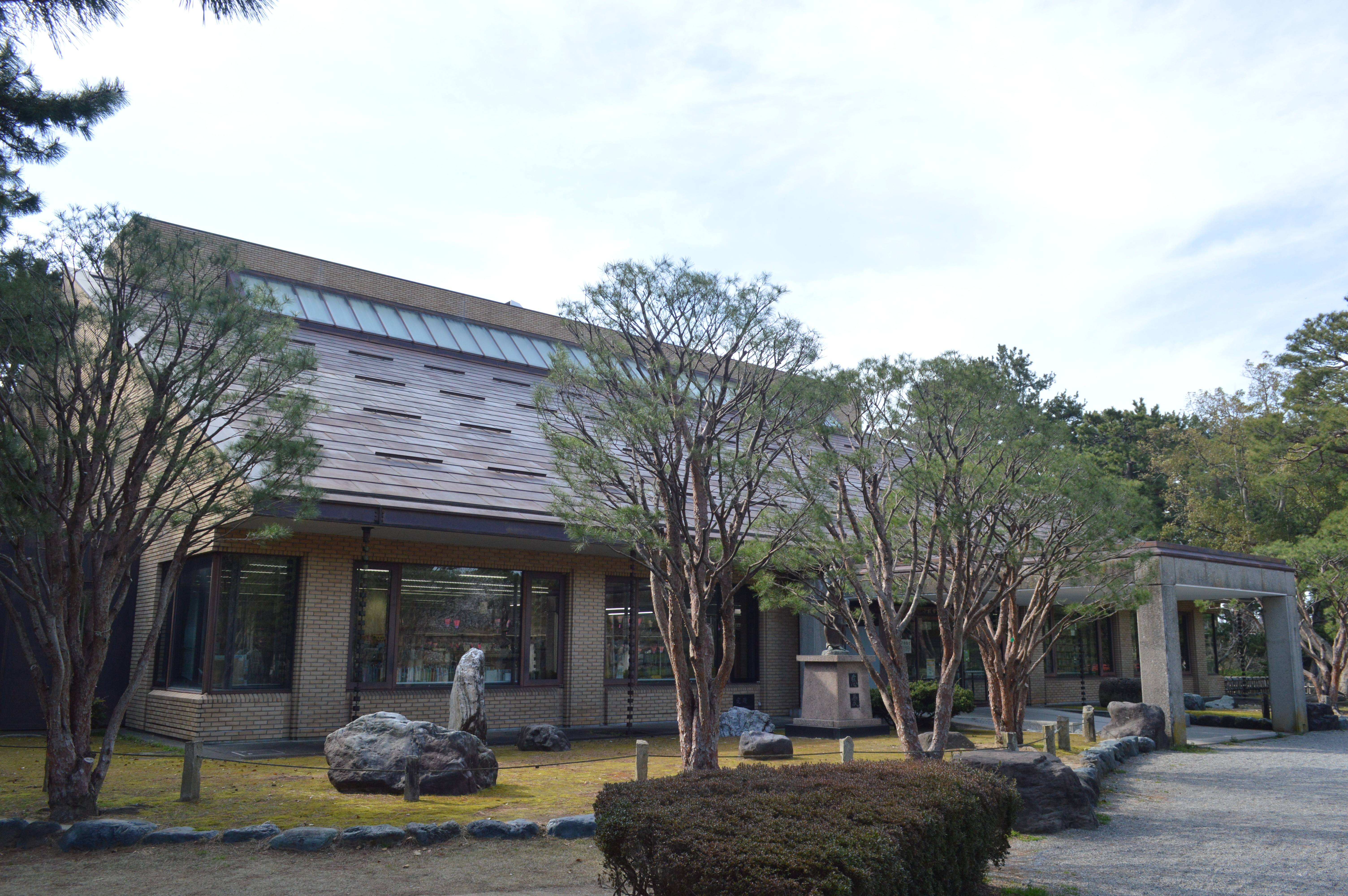
小松市立図書館
- 小松市公会堂
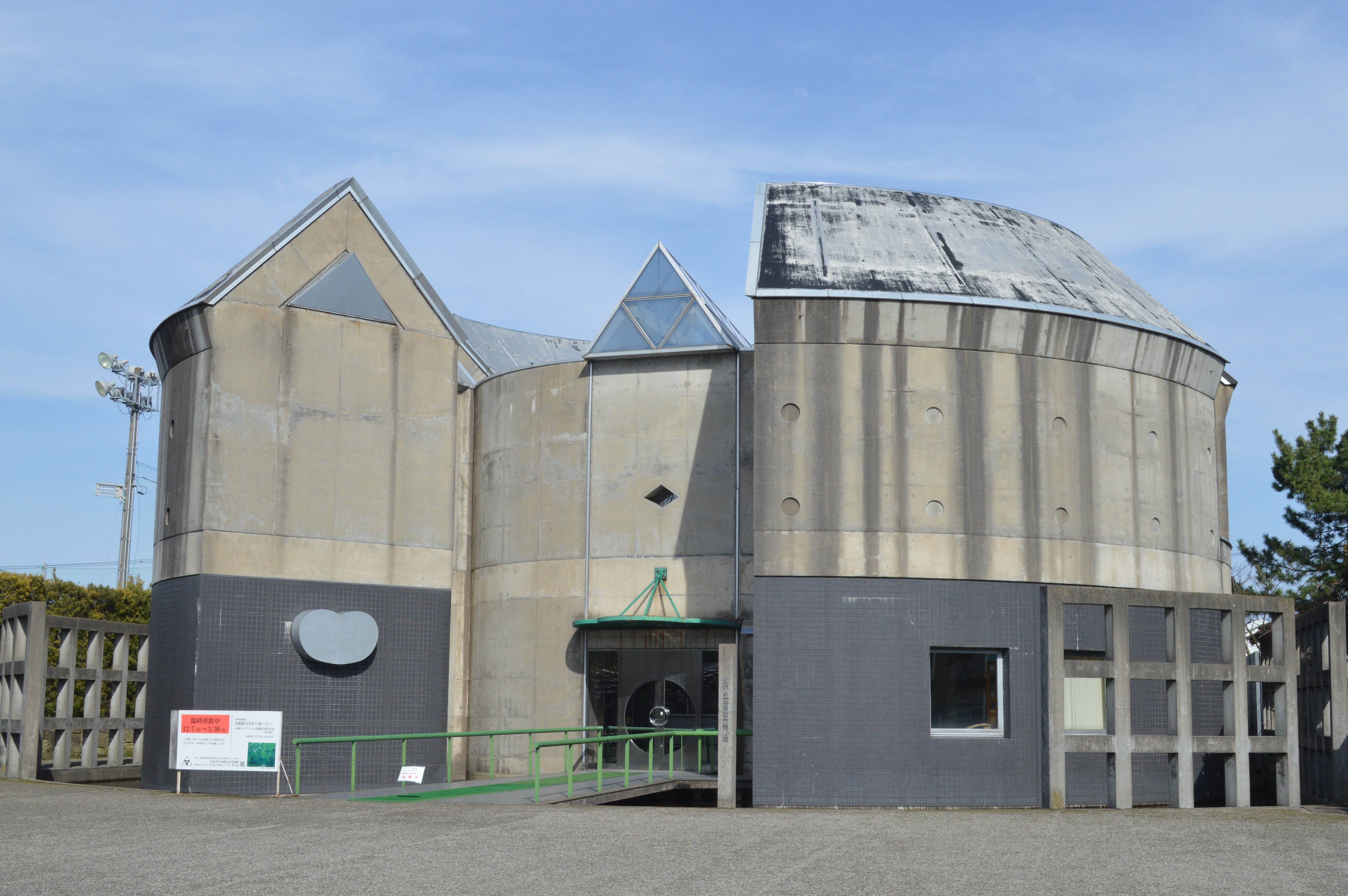
小松市立本陣記念美術館
- 前田利常銅像
- 新木栄吉顕彰碑
- 珪化木

公園周辺
- 小松市役所
- 石川県立小松高等学校
- 小松市立宮本三郎美術館
- 小松市立空とこども絵本館
  - 旧小松警察署庁舎（登録有形文化財）
- 金沢地方裁判所小松支部

- 小松市立博物館
- 小松市立図書館
- 小松市立本陣記念美術館

## 交通アクセス
- 北陸新幹線・IRいしかわ鉄道線 小松駅より徒歩10分、または小松市コミュニティバスで「市役所前」バス停下車